# Shawnae Jebbia
 (novembre 2020).
Si vous disposez d'ouvrages ou d'articles de référence ou si vous connaissez des sites web de qualité traitant du thème abordé ici, merci de compléter l'article en donnant les références utiles à sa vérifiabilité et en les liant à la section « Notes et références ».
Shawnae Jebbia, née le 13 septembre 1971 à Santa Rosa en Californie, est une militante, actrice et ancienne reine de beauté américaine.
Elle est couronnée Miss USA en 1998.

## Biographie

### Jeunesse
Elle a grandi dans le comté de Sonoma, en Californie, et a vécu à Sébastopol, dans le même état pendant six ans.
Shawnae a reçu un diplôme en communications de l'Université de Jacksonville et a obtenu un diplôme cum laude sur une bourse d'études de volleyball en 1994.

### Miss USA
En 1997, elle devient Miss Massachusetts USA, ce qui lui permet de gagner le titre Miss USA 1998.
Shawnae Jebbia représente son pays au concours de Miss Univers 1998 qui est remporté par la trinidadienne Wendy Fitzwilliam, elle termine dans le top 5.

### Après Miss USA
Elle fait une brève carrière d'actrice est apparue à la télévision et au cinéma, y compris en étant une « Barker Beauty » sur The Price Is Right de 2002 à 2003[pas clair].